# Arabofriese
Der Arabofriese ist eine basierend auf dem Friesen gezüchtete Sportpferderasse. Das Erscheinungsbild ist, abgesehen vom Kopf, kaum vom Reinfriesen zu unterscheiden. Das Hauptzuchtgebiet sind die Niederlande.
Hintergrundinformationen zur Pferdebewertung und -zucht finden sich unter: Exterieur, Interieur und Pferdezucht.

## Exterieur

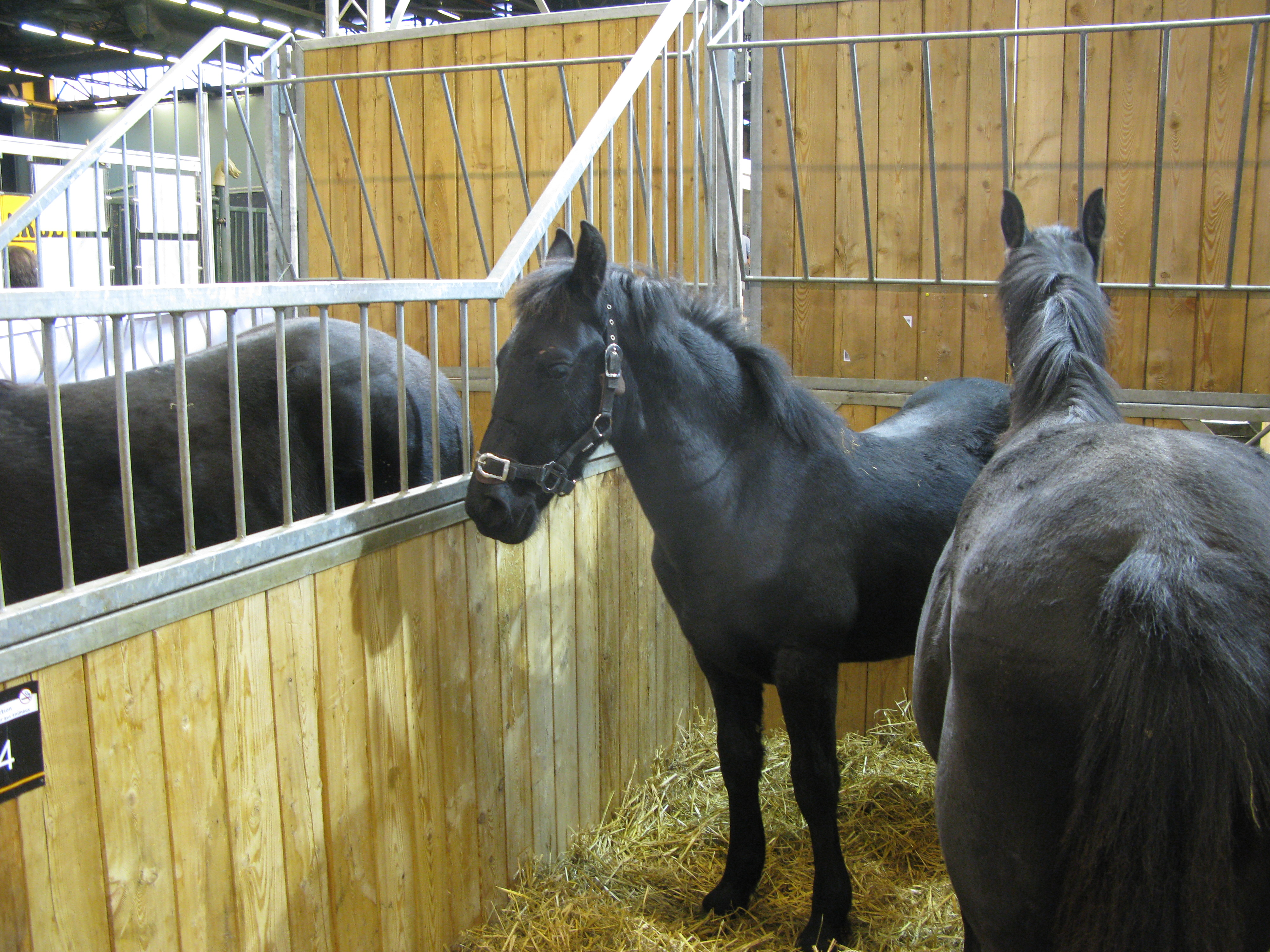
Arabofriese in Pariser Pferdemesse

Der Arabofriese ist fast immer ein Rappe mit langem und vollem Langhaar und ohne Abzeichen, lediglich ein kleiner Stern ist erlaubt. Er erreicht ein Stockmaß von 155 bis 170 cm. Gewünscht wird ein Quadratpferd mit langer, schräger Schulter, gut bemuskelter, leicht schräger Kruppe sowie klaren und trockenen Gelenken und Gliedmaßen. Der Kopf soll fein mit ausreichender Ganaschenfreiheit sein, der Hals gut bemuskelt und der Widerrist ausreichend. In der Summe ergibt sich daraus eine gute Veranlagung zum Sportpferd.

## Interieur
Erklärtes Zuchtziel ist ein nervenstarkes und schnell lernendes Pferd, das Härte und Ausdauer im Sport zeigt. In allen drei Grundgangarten ist ein schwungvoller, raumgreifender, taktreiner und aktiver Schub aus der Hinterhand gefordert.

## Zuchtgeschichte
Um die Gesundheit und Leistungsfähigkeit des Friesenpferdes zu verbessern und die hohe Inzuchtrate zu senken, das Erscheinungsbild des Friesen aber zu behalten, wählten in den 1970er Jahren einige Züchter wie Professor Hillner zur Paarung der ersten Generation der Arabofriesen die Friesenstute Gelbrich und den rein ägyptischen Rapp-Hengst Gharib aus dem Landgestüt Marbach. So wie bereits vor 400 Jahren orientalisches Blut die Rasse prägte, sollte Gharib erneut die Leistungsfähigkeit der Friesen verbessern, ohne das typische Erscheinungsbild zu verändern.
Professor Hillner überließ den Brüdern Cor und Jan Driessen die ersten tetmanfreien Pferde zur Zucht. Tetman war ein Liniengründer der Friesen, ein Vererber für guten Trab und viel Langhaar, aber ebenso für geringen Arbeitswillen.
Das Ergebnis war bereits nach der zweiten Generation ein leistungsfähiges und gesundes Sportpferd mit raumgreifenden Gängen und ausreichendem Arbeitswillen, auf dem Niveau eines Warmbluts, sowohl vor dem Wagen als auch unter dem Sattel. Es verfügt über ein sporttaugliches Herz- und Lungenvolumen, eine rasche Rückkehr des normalen Pulses, feine Haut und dadurch raschere Wärmeabgabe sowie eine verbesserte Muskulatur.

### Zuchtverband
Zuchtverband ist der EAFS European Arabo-Friesian Studbook, der seinen Sitz in Belgien hat. Alle Nachkommen werden in den Zuchtbüchern gelistet. Seit dem 13. November 2006 sind die Arabofriesen offiziell als eigenständige und geschützte Rasse in allen EU-Ländern anerkannt.
Es gibt auch einen Österreichischen Zuchtverband.

### Hengstleistungsprüfung
Seit 2010 wird eine Hengstleistungsprüfung durchgeführt.

### Prämien
Fohlen, die genetisch für den Sport am vielversprechendsten sind, erhalten das vorläufige Sportzertifikat. Wenn die Pferde in den folgenden Jahren Sporterfolge verzeichnen können, erhalten sie dann das definitive Sportzertifikat. Dreijährige und ältere Pferde, die das Sportzertifikat besitzen und mit besonderer Schönheit beeindrucken, können bei der Körung das Eliteprädikat erwerben.